# Howald
Howald (lb. Houwald) – wieś (Uertschaft) w południowym Luksemburgu, w kantonie Luksemburg, w gminie Hesperange. Do 3 października 2015 miejscowość leżała w dystrykcie Luksemburg. Liczy 5770 mieszkańców (1 stycznia 2023). 